# 戈多伊克魯斯 (門多薩省)
32°55′S 68°50′W / 32.917°S 68.833°W

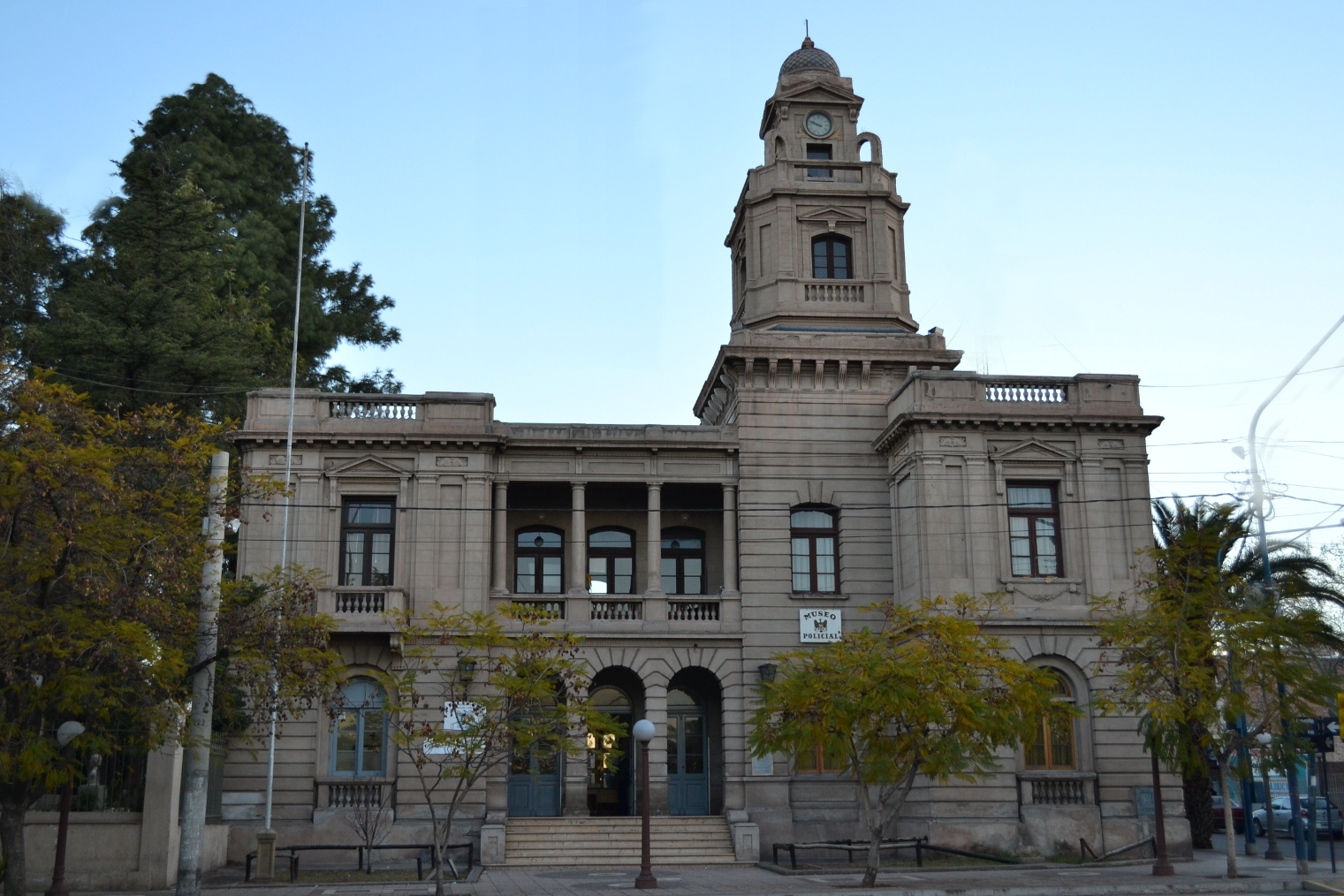
戈多伊克魯斯

戈多伊克魯斯（西班牙語：Godoy Cruz），是阿根廷的城市，位於該國西部門多薩省，是戈多伊克魯斯縣的首府，海拔高度730米，該地區的地震活動頻繁和低強度，2010年人口189,578。